# Sal negra

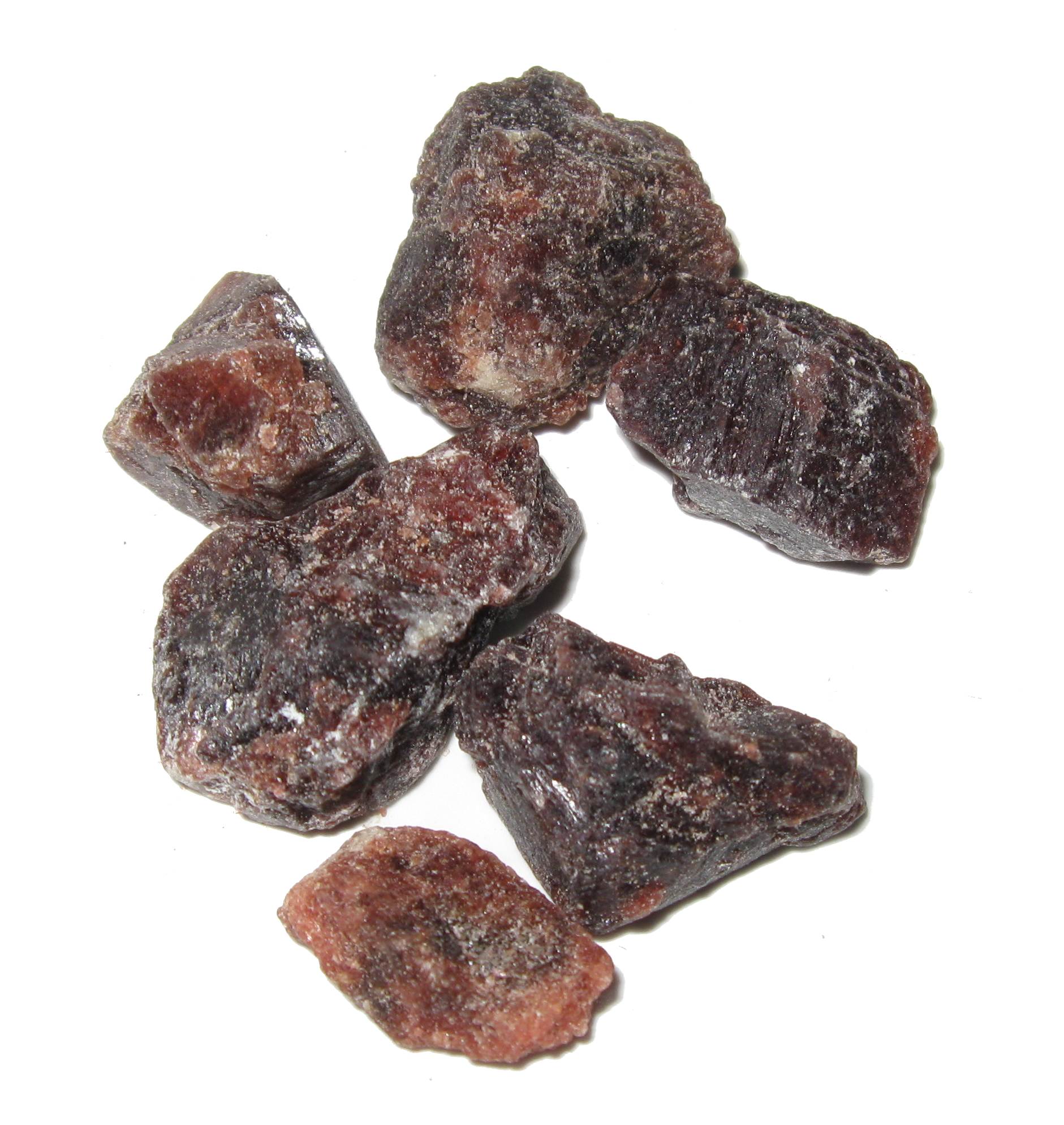
Cristales de sal negra.

Existen al menos dos diferentes tipos de sal negra la de origen mineral y la cultivada. La primera tiene su principal referente en la zona del Himalaya donde se le conoce por su nombre hindi: kala namak ( काला नमक ) o bien en nepalí como birae nun (बिरे नुन). La sal negra cultivada se encuentra en Centroamérica, para ser más específicos en el trayecto que recorre en el Río Chixoy o Río Negro de Sacapulas en el departamento guatemalteco del Quiché.
En ambos casos se trata de una sal no refinada, con una alta cantidad de minerales entre ellos el azufre y tiene menos poder de salar que otras sales como la marina. Tanto a la versión del Himalaya como la Guatemalteca se le atribuyen propiedades curativas.

## Sal Negra del Himalaya
Este tipo de sal de la India tiene un fuerte sabor sulfuroso causado por los compuestos de azufre que contiene esta sal mineral. La sal negra lleva este nombre por su color gris rosado que se debe a su origen volcánico. No debe confundirse con la Sal rosada del Himalaya. La composición química de la sal negra es de cloruro de sodio o cloruro de potasio, hierro, compuestos sulfurosos diversos, y trazas de otros minerales. Se suele comercializar en paquetes, es de textura similar a la del polvo, y por el sulfuro huele a huevos.

## Sal Negra de Sacapulas
La sal negra de Sacapulas ya era utilizada por los pueblos indígenas de Guatemala desde la época prehispánica. Su característico color oscuro y sabor intenso mineral se debe a un proceso de elaboración artesanal que involucra la cocción lenta de un material extraído del río o de nacimientos de agua.  El proceso implica de 10 a 12 horas de trabajo continuo sin descanso, que empieza desde las 5 de la mañana en que se prepara el ocote y la leña con los que se hará el fuego. El material del río se calienta en una olla de barro conocida como «Cas de barro» el cual también le trasmite sabor a la sal.

## Usos
Es la sal propia de la cocina india y africana así como de la medicina ayurvédica. Se tiene la creencia de que es un remedio contra el ardor de estómago (antiácido) y la flatulencia. Por su sabor sulfuroso, es apreciada por los veganos para imitar, o añadir, sabor a huevo en algunos platos.

## Tipos de sal negra
- Sal negra del Himalaya
- Sal negra de Sacapulas
- Sal negra de lava
- Sal negra ritual
- Sal negra de bruja